# 니라야마정
니라야마정(일본어: 韮山町)은 일본 시즈오카현 동부에 위치했던 정이다. 2005년 4월 1일에 오히토정과 이즈노쿠니정과 합병해 이즈노쿠니시의 일부가 되었다.

## 역사

### 가마쿠라 시대
겐페이 전투 시기, 교외에 해당하는 히루가 코지마에는 미나모토 요리토모가 정권에 의해 유배되고 있었다. 간토의 무사단은 요리토모를 지도자로 추앙받아 일체화하여 가마쿠라 개부로 가는 길을 열었다.

### 에도 시대
에도 시대에는 이즈 국 일대는 천령이었고, 니라야마 산에는 이즈 국 통치의 거점이 되는 니오야마 다이칸소가 놓여 있었다.

### 메이지 유신 이후
메이지 유신 때 니라야마산은 니리야마 현의 현청 소재지가 되었다. 그러나 1871년 8월 29일 폐번치현 직후 니라야마현은 분할되어 아시가라현에 속하였다.그 후인 1876년(메이지 9년) 8월 21일 아시가라현은 분할되었고, 그 후에는 시즈오카현에 속해 있다.
- 1889년 - 촌제를 시행해 니라야마촌이 되었다.
- 1962년 - 니라야마촌이 정으로 승격해 니라야마정이 되었다.
- 2005년 4월 1일 - 이즈노쿠니정, 오히토정과 합병해 이즈노쿠니시가 되었다.

## 교통

### 철도
- 이즈 하코네 철도 슨즈 선

### 도로
- 국도 제136호선

## 참고 문헌
- 角川日本地名大辞典編纂委員会,『角川日本地名大辞典 22 静岡県』, 角川書店, 1978年, ISBN 4040012208